# Thymallus brevipinnis
Thymallus brevipinnis es una especie de pez de la familia Salmonidae en el orden de los Salmoniformes.

## Hábitat
Es un pez de agua dulce, de clima templado y bentopelágico.

## Distribución geográfica
Se encuentra en Rusia.

## Observaciones
Es inofensivo para los humanos.